# Muhammad Yunus
Muhammad Yunus (in bengali মুহাম্মদ ইউনূস, Muhāmmôd Iunūs; Chittagong, 28 giugno 1940) è un economista e banchiere bangladese, Primo ministro del Bangladesh dall’8 agosto 2024.
È ideatore e realizzatore del microcredito moderno, ovvero di un sistema di piccoli prestiti destinati ad imprenditori troppo poveri per ottenere credito dai circuiti bancari tradizionali. Per i suoi sforzi in questo campo ha vinto il premio Nobel per la pace 2006.
Yunus è anche il fondatore della Grameen Bank, di cui è stato direttore dal 1983 al 2011. Il suo pensiero, in tal senso, si è basato sull’assunto che le persone non dovrebbero lavorare per qualcun altro, ma dovrebbero avviare una propria attività. 
Il 6 agosto 2024, in seguito a settimane di violente proteste ed alla fuga della premier Sheikh Hasina, è stato nominato, su proposta dei manifestanti, Primo ministro ad interim del Bangladesh al fine di guidare ordinatamente e pacificamente il paese a nuove elezioni.

## Biografia

### Infanzia
Terzo di nove figli, Muhammad Yunus nacque da una famiglia musulmana bengalese nel piccolo villaggio di Bathua, nel sottodistretto di Hathazari. Suo padre, Hazi Dula Mia Shoudagar, era un gioielliere, mentre di sua madre si conosce principalmente solo il nome, Sofia Khatun. Trascorse la sua prima infanzia nel villaggio.
Nel 1944, la sua famiglia si trasferì nella città di Chittagong, dove Yunus frequentò la Lamabazar Primary School.
Quando egli compì nove anni, la madre manifestò dei problemi di salute mentale, con periodi di trance, alternati ad episodi di urla e violenza fisica. In tale occasione, più volte Yunus ha ricordato: "La amavo profondamente. Ero sicuramente quello che più spesso le tirava il sari e pretendeva più attenzione".
Anni dopo, dopo aver superato l'esame di ammissione alla Chittagong Collegiate School, nel Pakistan orientale, classificandosi al 16º posto su 39 000 studenti, poté iniziare i suoi studi. Nel frattempo era attivo come boy scout e viaggiò nel Pakistan Occidentale, in India nel 1952 e in Canada nel 1955 per partecipare ai Jamboree.
Parimenti, egli si occupò anche di attività culturali e vinse premi per il teatro.
Nel 1957 si iscrisse al Dipartimento di Economia dell'Università di Dacca, completò la laurea triennale nel 1960 e la Laurea magistrale nel 1961.

### Gli studi
Conseguita la Laurea in Economia presso l'Università di Chittagong (Bangladesh) e in seguito il Dottorato di ricerca in Economia presso l'Università Vanderbilt di Nashville (Tennessee) nel 1969, è stato successivamente professore di Economia presso la Middle Tennessee State University dal 1969 al 1972, quindi direttore del Dipartimento di Economia dell'Università di Chittagong dal 1972 al 1989.
Verso la metà del 1974, tuttavia, il Bangladesh fu colpito da una violenta inondazione, a cui seguì una grave carestia che causò la morte di centinaia di migliaia di persone. In tal senso, in realtà, il paese è periodicamente devastato da calamità naturali e presenta una povertà strutturale importante, dato che il 40% della popolazione non arriva a soddisfare i bisogni alimentari minimi giornalieri. 
Fu dunque in quest'occasione che Yunus si rese conto di quanto le teorie economiche che egli insegnava fossero lontane dalla realtà. Decise, dunque, di uscire nelle strade per analizzare l'economia di un villaggio rurale nel suo svolgersi quotidiano. La conclusione che egli trasse dall'analisi fu la consapevolezza che la povertà non fosse dovuta all'ignoranza o alla pigrizia delle persone, bensì al carente sostegno da parte delle strutture finanziarie del paese. Fu così che Yunus decise di mettere la scienza economica al servizio della lotta alla povertà, inventando il microcredito moderno: iniziò da un primo prestito, di soli 27 dollari statunitensi, ad un gruppo di donne del villaggio di Jobra (vicino all'Università di Chittagong), le quali producevano mobili in bambù, costrette a vendere i prodotti del loro lavoro a coloro da cui avevano preso in prestito le materie prime ad un prezzo già da essi stabilito, riducendo drasticamente il margine di guadagno di queste donne e condannandole di fatto alla povertà. D'altra parte, le banche tradizionali non erano (e non sono tuttora) interessate al finanziamento di progetti tanto piccoli che offrano basse possibilità di profitto a fronte di rischi elevati, specie alle donne, tanto più se non potevano offrire garanzie.
Yunus e i suoi collaboratori cominciarono, dunque, a poco a poco a percorrere a piedi centinaia di villaggi del poverissimo Bangladesh, concedendo in prestito pochi dollari alle comunità, somme minime che servivano per attuare iniziative imprenditoriali. Tale intervento ha avviato un circolo virtuoso, con ricadute sull'emancipazione femminile, avendo Yunus fatto leva sulle donne affinché fondassero cooperative che coinvolgessero ampi strati della popolazione.
Il "sistema Yunus" ha, in ultima istanza, provocato un cambiamento di mentalità addirittura all'interno della Banca Mondiale, che ha cominciato ad avviare progetti simili a quelli di Yunus (che nel mentre aveva avviato la Grameen Bank), trasformando il microcredito in uno degli strumenti di finanziamento utilizzati in tutto il mondo per promuovere lo sviluppo economico e sociale, diffondendolo in oltre 100 Stati, dagli Stati Uniti all'Uganda. "In Bangladesh, dove non funziona nulla - disse una volta Yunus - il microcredito funziona come un orologio svizzero".

### La Grameen Bank
Nel 1976, continuando ad ampliare il proprio progetto, Yunus fondò la Grameen Bank, la prima banca al mondo ad effettuare prestiti ai più poveri tra i poveri basandosi non sulla solvibilità, bensì sulla fiducia, erogando da allora più di 5 miliardi di dollari ad oltre 5 milioni di richiedenti. 
Per garantire il pagamento dei mutui, dunque, la banca si serve di gruppi di solidarietà, ossia piccoli gruppi informali destinatari del finanziamento, i cui membri si sostengono vicendevolmente negli sforzi di avanzamento economico individuale ed hanno la responsabilità solidale per il ripagamento del prestito.
Con il passare del tempo la Grameen Bank ha tuttavia realizzato soluzioni diversificate per il finanziamento delle piccole imprese. Oltre al microcredito, la banca offre mutui per la casa e per la realizzazione di moderni sistemi di irrigazione e di pesca, nonché servizi di consulenza nella gestione dei capitali di rischio e, alla stregua di ogni altra banca, di gestione dei risparmi.
Il successo della Grameen ha ispirato, in definitiva, numerosi altri esperimenti del genere nei paesi in via di sviluppo e anche in molte economie avanzate. Il modello del microcredito ideato dalla Grameen è stato applicato in oltre 20 Paesi in via di sviluppo: molti di questi progetti, come avviene per la Grameen stessa, sono imperniati soprattutto intorno al finanziamento di imprese femminili. Più del 90% dei prestiti della Grameen è infatti destinato alle donne: tale politica è motivata dall'idea che i profitti realizzati dalle donne siano più frequentemente destinati al sostentamento delle famiglie.

#### In Italia
Nell’ottica delle attività legate alla figura di Yunus, in Italia è presente lo Yunus Social Business Centre University of Florence, nato da una collaborazione tra l'Università di Firenze e lo stesso professore. Il centro si occupa di formazione, ricerca, valutazione e consulenza sul Social Business sia in Italia che all'estero, risultando essere anche membro dell'Advisory Board dell'Istituto Europeo di Design.
Nel 2018 Yunus ha inaugurato personalmente, a Forlì, anche lo Yunus Social Business Centre dell'Università di Bologna.
Il 6 marzo 2020 ha infine ricevuto anche la laurea honoris causa in Economia e Management da parte dell'Università della Basilicata.

### Attività politica
Il 5 agosto 2024, in un clima vicino alla guerra civile e con numerosi scontri di piazza, la premier Sheikh Hasina si è dimessa e ha lasciato il Bangladesh. Su pressione del movimento studentesco Students Against Discrimination, dunque, il Presidente Mohammed Shahabuddin, in data 6 agosto 2024, ha deciso di sciogliere il parlamento e nominare Yunus, in quel momento all’estero, "Chief Adviser" (ossia capo del governo ad interim) per tre mesi, in modo da guidare il paese pacificamente a nuove elezioni.
Ha assunto la carica l’8 agosto.
Precedentemente, Yunus ha fondato anche un partito politico, il Nagorik Shakti, ma questo non ebbe molto successo e gli causò anche varie problematiche legali in ottica del crescente autoritarismo della Premier Hasina.

## Premi ricevuti
- 1978 - Vincitore del President's Award, Bangladesh
- 1984 - Vincitore del Ramon Magsaysay Award, Filippine[18]
- 1985 - Vincitore del Bangladesh Bank Award, Bangladesh
- 1987 - Vincitore del Shwadhinota Dibosh Puroshkar (Independence Day Award), Bangladesh
- 1989 - Vincitore del Aga Khan Award For Architecture, Svizzera
- 1993 - Vincitore del CARE Humanitarian Award
- 1994 - Vincitore del World Food Prize
- 1996 - Vincitore del Simón Bolívar Prize dell'UNESCO[19]
- 1998 - Riceve il Prince of Asturias Award
- 1998 - Vincitore del Sydney Peace Prize
- 2001 - riceve il "premio Pellegrino Artusi"[20]
- 2004 - Laurea Honoris Causa dall'Università di Firenze
- 2004 - Laurea Honoris Causa dall'Alma Mater Studiorum - Università di Bologna
- 2004 - Vincitore del premio del giornale The Economist per l'innovazione sociale ed economica.
- 2006 - Riceve un dottorato onorario dalla American University of Beirut
- 2006 - Vincitore del Mother Teresa Award, Calcutta, India
- 2006 - Vincitore dell'ottavo Seoul Peace Prize
- 2006 - Vincitore del Premio Nobel per la pace,[21] assieme alla Grameen Bank[22]
- 2008 - Laurea honoris causa conferita dalla facoltà di Scienze Politiche, indirizzo Cooperazione e Sviluppo, dell'Università degli Studi di Roma "La Sapienza"
- 2016 - Cittadinanza onoraria del Comune di Pistoia
- 2019 - Riceve la Lampada della pace dal Sacro Convento di Assisi, Padre Custode l'allora Fra' Mauro Gambetti oggi Cardinale Vicario di Papa Francesco per la Città del Vaticano e Presidente della Fabbrica di San Pietro
- 2024 - Parigi inaugura una piazza in suo onore[23][24]
- 2025 - il 29 marzo riceve il dottorato onorario dell'Università di Pechino